# Tiàia
Tiàia (en rus: Тыайа) és un poble de la República de Sakhà, a Rússia, segons el cens del 2021 tenia 454 habitants. Pertany al districte de Sangar.